# Парижская полиция 1900
«Парижская полиция 1900» (фр. Paris Police 1900) — французский историко-детективный телесериал Фабьена Нури, главные роли в котором сыграли Жереми Лаэрт, Эвелин Брошу, Марк Барбе. Первый сезон вышел на экраны в феврале 2021 года, второй (под названием «Парижская полиция 1905») — в декабре 2022 года. Сериал был высоко оценён критиками.

## Сюжет
Действие сериала происходит в Париже и начинается в 1899 году. В первой сцене умирает в объятиях любовницы президент Франции Феликс Фор. Он оставляет страну в состоянии кризиса: усиливаются анархисты, антисемиты и роялисты, ожидается возвращение с каторги Альфреда Дрейфуса. Молодой инспектор полиции Жуэн расследует убийство женщины, разрубленное тело которой выловили в Сене. Следы приводят его на скотобойню, принадлежащую редактору газеты «Антиеврей» Жюлю Герену. Позже Герен пытается совершить государственный переворот.
Помимо вымышленных персонажей, в сериале появляются реальные исторические личности: куртизанка Маргерит Стенель, одна из первых во Франции женщин-адвокатов Жанна Шовен, анархист Себастьян Фор.

## В ролях
- Жереми Лаэрт — Антуан Жуэн
- Эвелин Брошу — Маргерит Стенель
- Тибо Эврар — Жозеф Фирси
- Марк Барбе — префект Лепин
- Патрик д’Асумсао — Пиборо
- Южени Деруан — Жанна Шовен
- Валери Дешвуд — мадам Лепин
- Александр Троки — Кошефер
- Антони Палиотти — Луи Герен

## Создание и оценки
Съёмки сериала проходили в Иль-де-Франс в 2020 году, причём бюджет каждого эпизода составлял приблизительно два миллиона евро. Шоураннером стал Фабьен Нури, до этого известный как автор графического романа «Смерть Сталина». Премьера состоялась 8 февраля 2021 года. В декабре 2022 года вышел на экраны второй сезон, получивший название «Парижская полиция 1905».
«Парижскую полицию 1900» высоко оценили критики. Так, Фил Харрисон из The Guardian назвал шоу «шикарным, дерзким парижским нуаром… многообещающим сочетанием высокой интриги и низкого коварства». Татьяна Алёшичева из «Коммерсанта» написала в своей рецензии, что в сериале «наконец-то реализуется весь живописный потенциал belle epoque, бульварщина ловко уживается с историей политики и повседневности, а всё вместе остаётся увлекательным детективом»; важными плюсами шоу она назвала «хорошо проработанный исторический фон» и сбалансированность сюжета, в котором есть и детектив, и история, и элементы «бульварщины».
Обозреватель журнала «Москвич Mag» Ярослав Забалуев поставил «Парижскую полицию 1900» в один ряд с британскими и германскими телепроектами на тему «прекрасной эпохи», отметив, что создатели сериала нашли свой подход к материалу. «Упор здесь сделан на то, в чем французы всегда были впереди всей Европы: декадентская порочность, поэзия трущоб и немного импрессионизма». Критик характеризует шоу как «настоящий сериал-блокбастер», дарящий «ощущение живой, творящейся прямо на глазах истории», «довольно подробную панораму эпохи с акцентами на присущий ей антисемитизм и прочий шовинизм».